# Volvo 460
Volvo 460 – samochód osobowy klasy kompaktowej produkowany przez szwedzką markę Volvo w latach 1989 - 1996.

## Historia i opis modelu

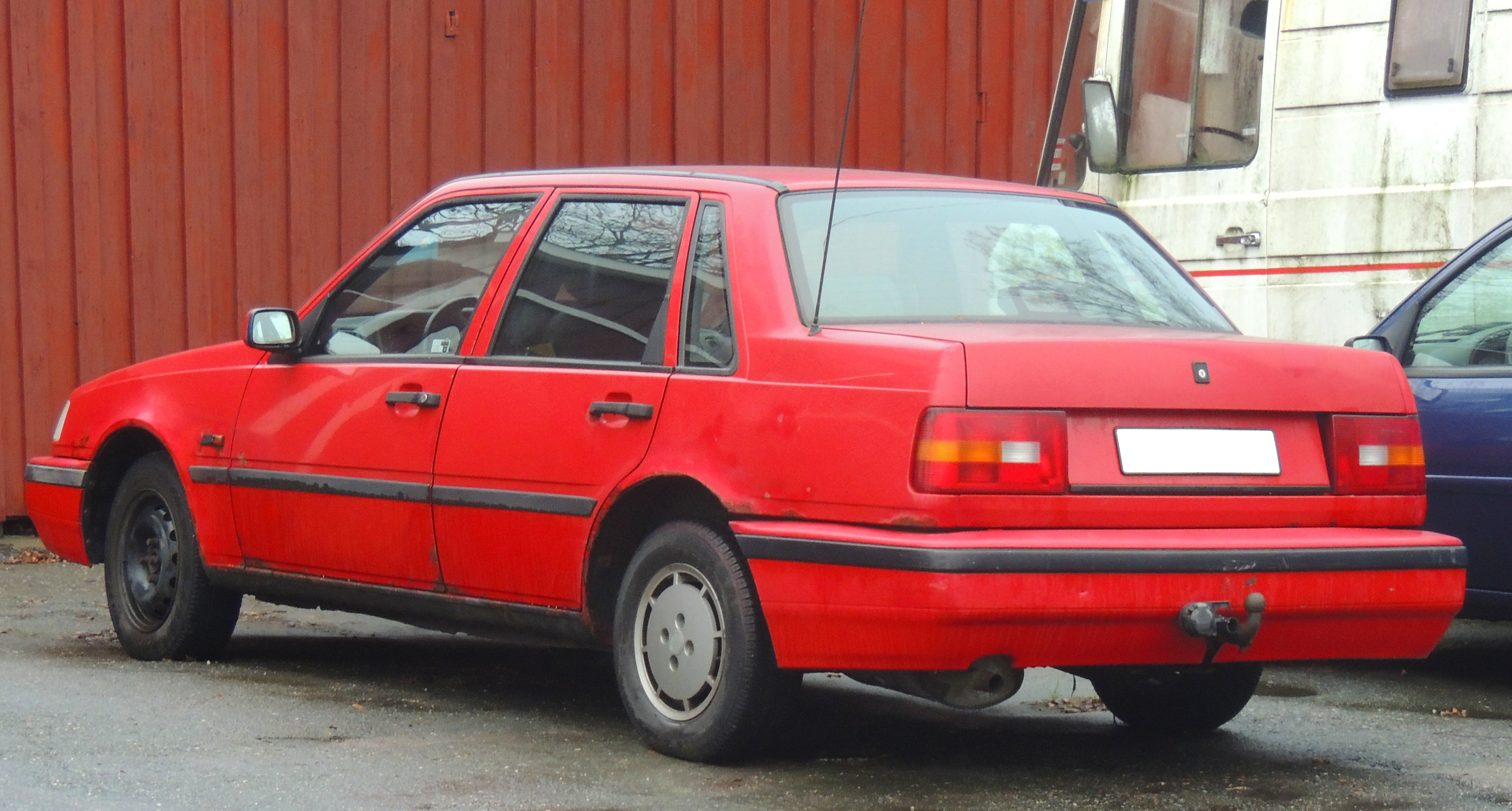
Volvo 460 - tył

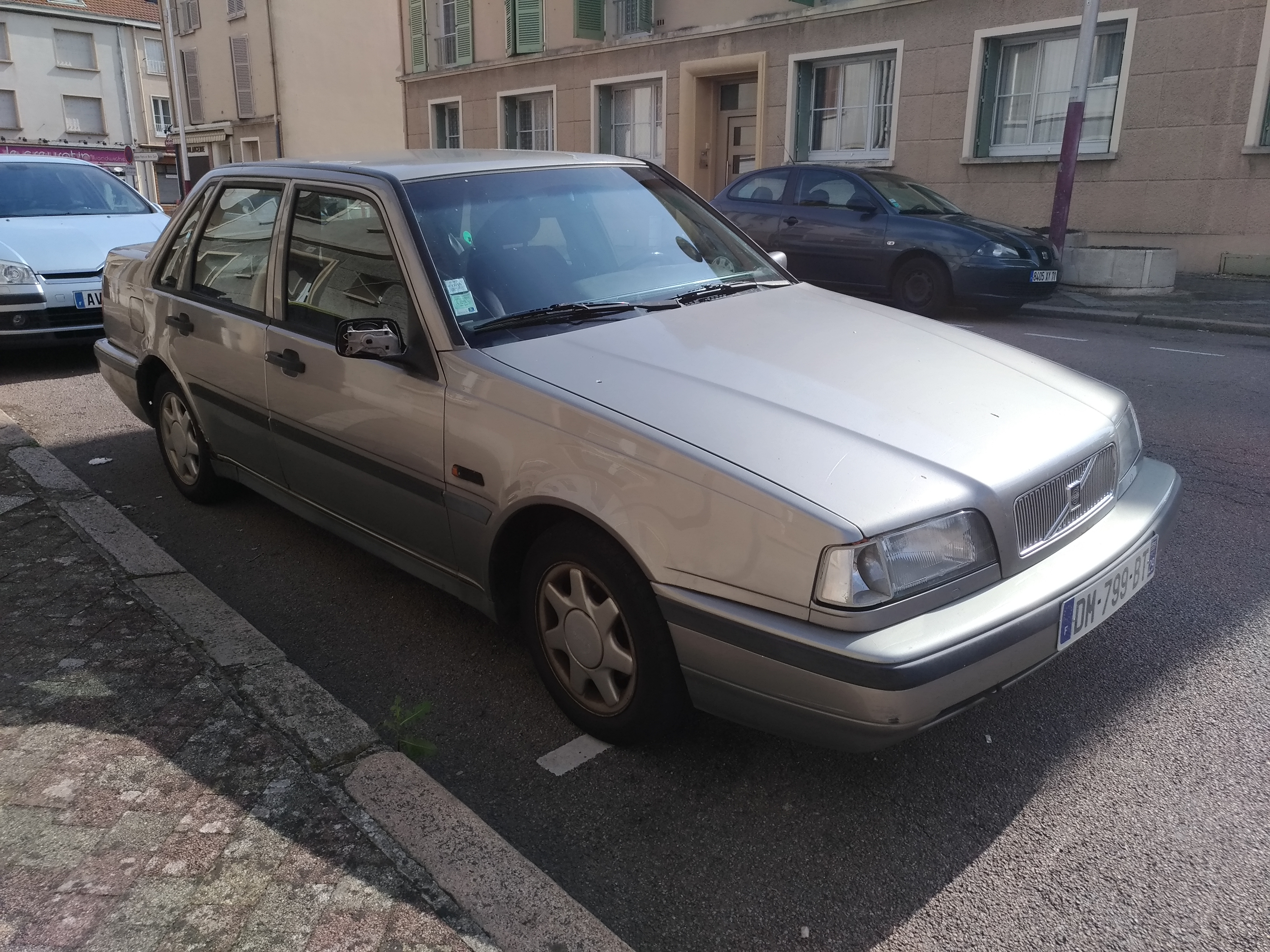
Volvo 460 po liftingu

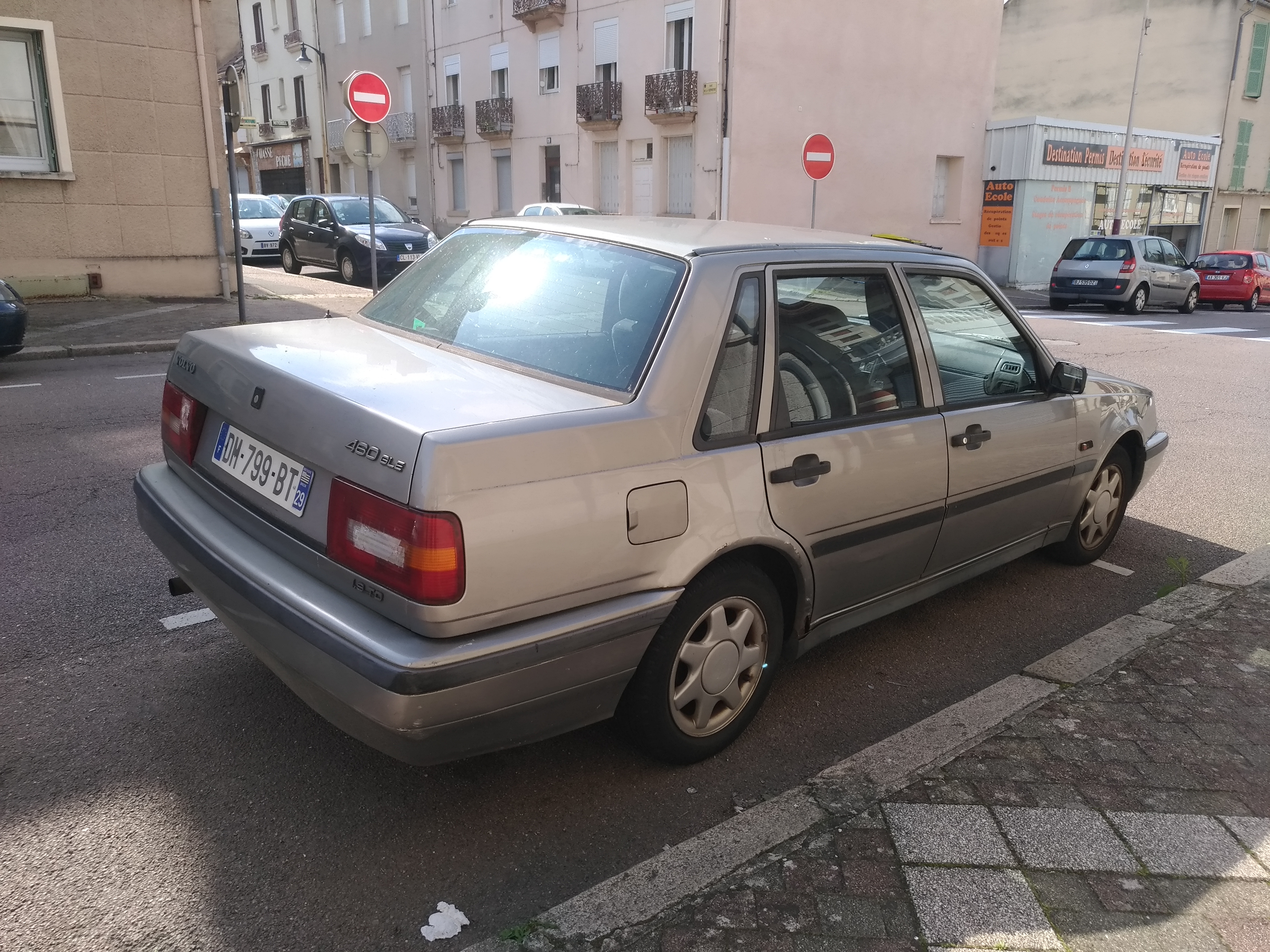
Volvo 460 - tył po liftingu

Volvo 460 to wersja sedan modelu Volvo 440. Model 460 był następcą Volvo 360 i poprzednikiem Volvo S40. Pojazd został zaprezentowany jesienią 1989 roku, trzy lata po wprowadzeniu na rynek coupé Volvo 480 i dwa lata po liftbacku 440. 
Od roku 1993 samochody serii 4xx produkowane były w zmienionej wersji nadwozia (po tzw. faceliftingu). Zmianie uległa nie tylko linia zewnętrzna karoserii ale również wymieniono część wyposażenia wewnętrznego.
W siedmioletnim okresie produkcji wytworzono 220 415 egzemplarzy tego modelu.